# لغات كوشية
اللغات الكوشية (بالإنجليزية: Cushitic languages) هي مجموعة من اللغات يتم تحدثها في القرن الأفريقي في قارة افريقيا، وتصنف ضمن اللغات الأفريقية الآسيوية. وقد سميت على اسم "كوش"، الذي ذكر في التوراة أنه ابن حام. أهمها لغة العفرية في اثيوبيا وارتريا وجيبوتي، ولها 8 ملايين أو أكثر ناطق، ثم الأورومية في إثيوبيا، ولها 21 مليون ناطق، ثم الصومالية ولها عشرة ملايين ناطق، ولغة السيداما في إثيوبيا ذات مليوني ناطقٍ.
حسب جوسيف غرينبيرغ بعد تغييرات هارولد فليمينغ، تنقسم إلى:
- لغة البجة في السودان (وفي رأي البعض هذه لغات أفريقية آسيوية لكن ليست كوشية).
- لغات كوشية وسطى أي لغات أجاوية.
- اللغة النوبية في شمال السودان و جنوب مصر يتحدثها حوالي 6 مليون شخص
- لغات كوشية شرقية ومنها لغة الأورومو والصومالية والسيداما[بحاجة لمصدر] والعفرية.
- لغات كوشية جنوبية ومنها لغة البورونجي، لكن كلها لغات أقليات صغيرة في كينيا وتانزانيا

و في رأي روبرت حتسرون، اللغات الكوشية الجنوبية تصنف ضمن اللغات الكوشية الجنوبية.
و قبل بحوث هارولد فليمينغ في الستينات، كانت اللغات الأوموتية تسمى "اللغات الكوشية الشرقية"، لكن وجد علماء اللغة أنها لا تشبه اللغات الكوشية أكثر من اللغات الأفرو-آسيوية الأخرى.